# Чандлер (Индијана)
Чандлер (енгл. Chandler) град је у америчкој савезној држави Индијана.

## Демографија
По попису из 2010. године број становника је 2.887, што је 207 (-6,7%) становника мање него 2000. године.
| Група             | 2000.         | 2010.         |
| Белци             | 3.038 (98,2%) | 2.804 (97,1%) |
| Афроамериканци    | 11 (0,4%)     | 8 (0,3%)      |
| Азијати           | 2 (0,1%)      | 3 (0,1%)      |
| Хиспаноамериканци | 18 (0,6%)     | 38 (1,3%)     |
| Укупно            | 3.094         | 2.887         |